# Saint-Germain-de-Vibrac
Saint-Germain-de-Vibrac é uma comuna francesa na região administrativa da Nova Aquitânia, no departamento de Charente-Maritime. Estende-se por uma área de 7,17 km². Em 2010 a comuna tinha 190 habitantes (densidade: 26,5 hab./km²).